# Покровське (Юринський район)
Покро́вське (рос. Покровское, марій. Покровский) — село у складі Юринського району Марій Ел, Росія. Входить до складу Васильєвського сільського поселення.

## Населення
Населення — 14 осіб (2010; 41 у 2002).
Національний склад (станом на 2002 рік):
- росіяни — 95 %